# Modification du temps
La modification du temps, également appelée modification des conditions météorologiques ou modification météorologique, est la manipulation des paramètres physiques qui contrôlent les phénomènes météorologiques. Le but est de modifier l'évolution du temps afin d'obtenir des conditions favorables et d'amoindrir les phénomènes violents.

## Histoire

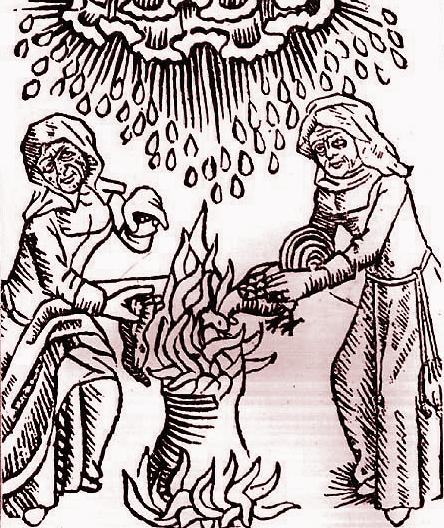
Sorcières devant leur chaudron concoctant une potion pour prévenir l'arrivée de grêle

### Tentatives folkloriques
La survie de certains peuples amérindiens, était étroitement tributaire des conditions météorologiques qui pouvaient s'avérer critiques. Le contrôle de la pluie et du beau temps était donc essentiel. La plupart de ces peuples ont donc développé des rituels, danses, cérémonies afin d'attirer de bonnes conditions météorologiques. Les Aztèques sacrifiaient leurs enfants aux Dieux Tlaloques et à la déesse Matlalcueilt, jusqu'à ce que tombent les premières pluies. Le sang ruisselant lors des fêtes religieuses promettait en échange l’eau que les dieux allaient offrir. Ce sont donc des tentatives pour modifier le temps.
Les peuples occidentaux pratiquèrent aussi ces essais sous forme de magie ou de religion. Dans la mythologie grecque par exemple, les Dieux contrôlent le temps et on tente donc de les mettre de son côté. Ainsi, Iphigénie est sacrifiée pour apaiser la déesse Artémis qui avait coupé le vent à la flotte Achéenne allant assiéger Troie. À Rome, la lapis manalis est une pierre sacrée gardée à l'extérieur des murs dans un temple dédié à Mars et qu'on traîne dans la ville en cas de sécheresse. De la même façon, les pierres manales du folklore européen étaient censées faire pleuvoir
Les sorciers et sorcières ont souvent été soupçonnés du contrôle des éléments. Par exemple, à Berwick en Écosse, une sorcière fut jugée coupable d'usage de magie noire quand une tempête frappa le navire du roi Jacques Ier d'Angleterre. Selon Adam de Brême et Ole Worm, les sorcières scandinaves prétendaient vendre le vent dans des sacs ou le confiner dans des boîtes qu'elles vendaient aux marins. Il existe bien d'autres superstitions de ce genre dans la tradition de plusieurs pays qui attribuent à des personnes ou des animaux des pouvoirs sur le temps (voir Tempestaires). Dans la tradition populaire, on offre des œufs à Sainte Claire pour obtenir du beau temps lors d'un mariage ou d'une fête. On retrouve même aujourd'hui des croyances chez certaines sectes, d'effets psychiques sur le temps, comme celles des adeptes de la méditation transcendantale qui à l'hiver 1979-1980 ont médité pour obtenir du beau temps lors de la construction de leur temple, le Golden Dome.

### Tentatives par le son
Dans l'antiquité, des feux et des effets acoustiques destinés à éviter les intempéries sont attestés dans de nombreuses régions européennes, dont la Bavière, la Styrie, la Carinthie, le Tyrol, Basse-Autriche, Salzbourg, Carniole, Dalmatie, Vénétie, Hongrie et le sud de la France que ce soit par reference mythologique ou par superstition. Avec l'apparition des armes à feu et des canons, l'intuition d'un effet physique possible sur les intempéries par le feu et le son connait un nouvel essor. L'artiste  florentin Benvenuto Cellini a affirmé avoir sauvé d'un violent orage de grêle dans les Alpes ses compagnons et lui même en faisant tirant intensément des pièces d'artillerie, ce qui aurait eu pour effet de la transformer en pluie,.
Au XVIIe siècle, on pensait que les cours d'eau étaient des « aimants à orages » et les tirs pour les éloigner étaient courants. De même pensait-on que les bâtiments élevés attiraient les orages. Ainsi, le gouvernement bavarois autorisa en 1731 le tir par temps de pluie, « parce que les hautes tours et les bâtiments attiraient les nuages et que le tir les divisait souvent » 

### Essais modernes
Le premier cas de contrôle effectif de phénomènes climatologiques, est la déviation de la foudre dont sont victimes les bâtiments proéminents par l'utilisation du paratonnerre. Au tournant du XXe siècle, l'usage du canon anti-grêle est une tentative physique de modification directe d'un phénomène météorologique. Du point de vue théorique, dans les années 1950, le fameux mathématicien et physicien John von Neumann suggéra qu'en cas de nouvelle période de Glaciation, il faudrait recouvrir les glaciers de poussière ou de terre afin d'augmenter leur albédo et ainsi améliorer le transfert de chaleur venant du Soleil à l'atmosphère.
Dans les années 1950 à 1970, fut développé la technique de l'ensemencement des nuages grâce à de l'iodure d'argent ayant pour but d'augmenter le taux des précipitations et/ou de réduire la taille des grêlons. Ces techniques sont désormais régulièrement utilisées dans certaines régions arides, par exemple en Espagne ou même à l'échelle étatique : la Chine a ainsi institué un Bureau des modifications météorologiques à Pékin.

## Principe et faisabilité
Les conditions météorologiques sont causées par les rapports entre la rotation de la terre et l'apport différentiel d'énergie provenant du Soleil, ce qui cause des variations de pression et d'humidité autour de la Terre. La manipulation des phénomènes atmosphériques implique donc le contrôle de la distribution de l'énergie solaire ou de son relâchement sous forme de chaleur latente dans les nuages.
Une telle manipulation intentionnelle est pratiquement impossible à l'échelle globale de la planète. Cependant, les relevés météorologiques systématiques depuis les années 1850 ont permis de constater que le développement de l'activité industrielle humaine a contribué à la modification de la composition de l'atmosphère et participé aux changements climatiques non prévus enregistrés. La déforestation, la désertification, les mauvaises pratiques agricoles, la construction de larges réservoirs, les poussières générées par des catastrophes naturelles ou humaines (cendres volcaniques, feux de forêts ou de puits de pétrole, etc.), changent également la répartition de l'énergie solaire et provoquent des variations climatiques locales difficilement contrôlables.
À plus petite échelle, des techniques ont été développées pour modifier l'atmosphère à l'intérieur des édifices grâce au chauffage ou inversement à la  climatisation. Mais c'est également la cas en contexte ouvert un peu plus large : il est possible de faire face aux frimas en recouvrant les plantes pour éviter le gel nocturne, entretenir des feux ou faire passer un avion afin de maintenir la température d'un verger au-dessus du point de congélation.
Depuis la moitié du XXe siècle, des expériences sont menées en contexte encore plus large, comme l'ensemencement des nuages afin de contrôler les précipitations avec des résultats pas toujours probants.

## Méthodes de contrôle des précipitations

### Canons anti-grêle

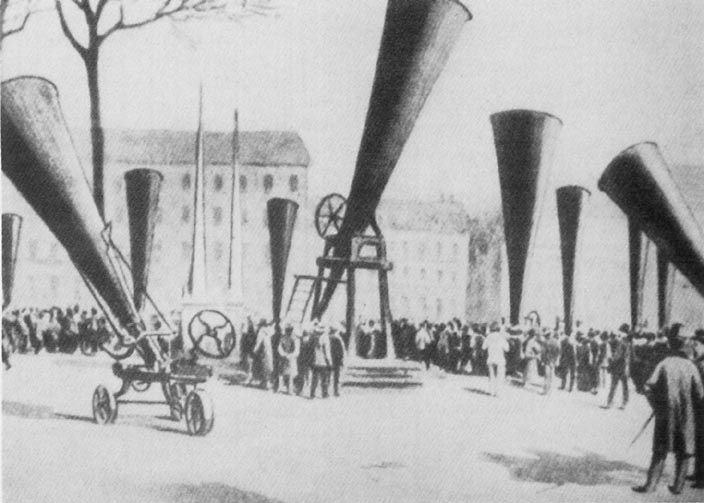
Canon anti-grêle au congrès international de 1901

Le canon anti-grêle est un système utilisé par certains agriculteurs pour protéger leurs exploitations contre la grêle. Le canon anti-grêle est supposé empêcher la formation de la grêle en limitant la croissance des grêlons grâce à l'onde de choc créée par la détonation. Ils tomberaient ainsi, au niveau du sol, plus lentement et avec une densité qui ne leur permettrait pas de détériorer les cultures ou même sous forme de pluie. L'efficacité, pas plus que le principe des canons anti-grêle, n'a été démontré scientifiquement. Les premiers canons anti-grêle sont apparus à la fin du XIXe siècle en Autriche mais leur utilisation a été largement abandonnée en Europe dès 1905 par manque de preuve de leur efficacité. Le concept a refait surface autour des années 1970, grâce à des agriculteurs de la région de Manosque même si aucune recherche scientifique n'appuie les affirmations d'efficacité de ces derniers.

### Ensemencement des nuages

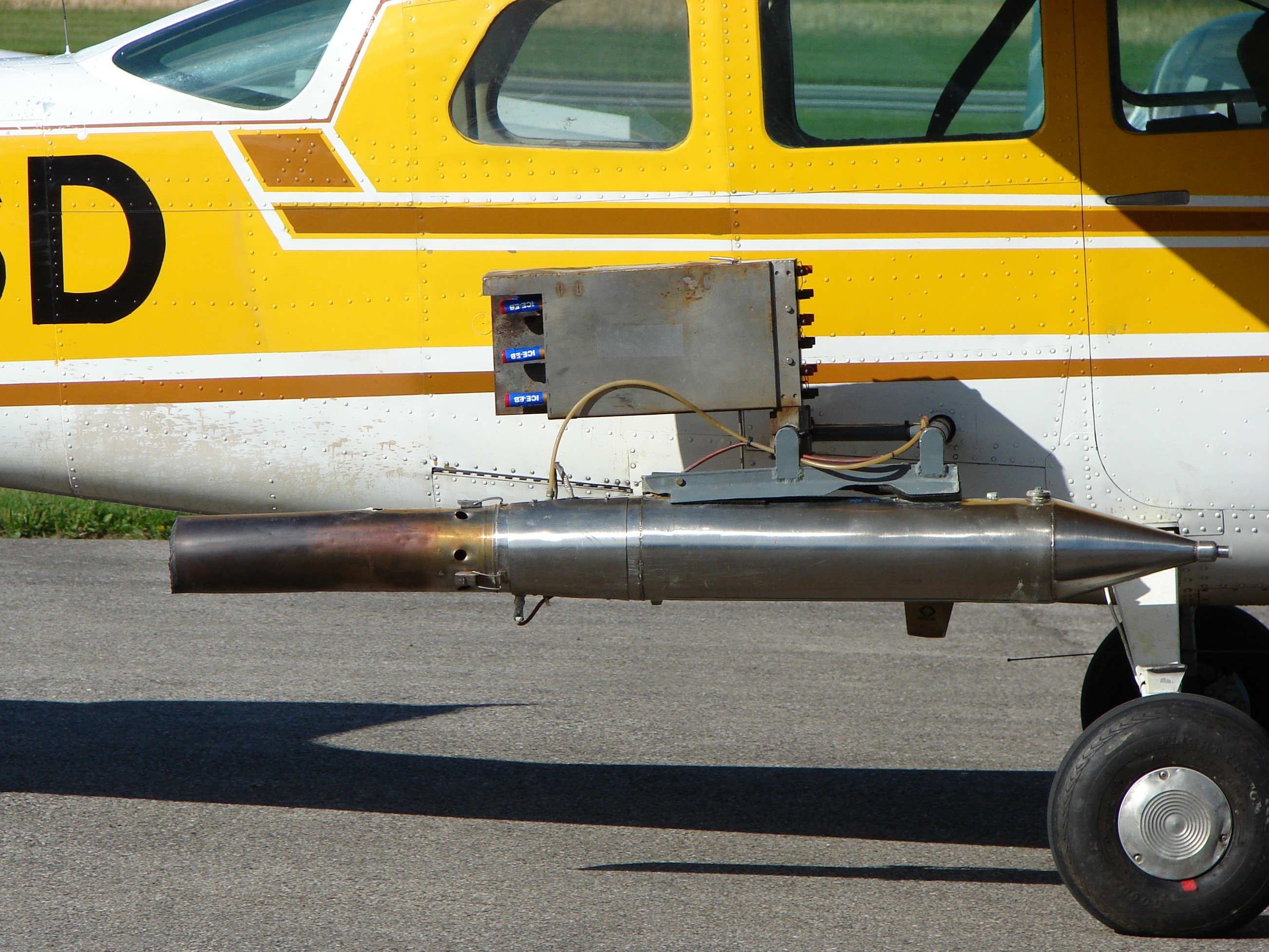
Dispositif pour l'ensemencement

L’ensemencement consiste à injecter dans les nuages des poussières ayant une forte affinité pour l’eau (sels de sodium, calcium, magnésium), des matériaux réfrigérants (neige carbonique, propane ou azote liquides…) ou des noyaux glaçogènes (iodure d’argent…) dans l’espoir de créer des gouttes assez grosses pour tomber et atteindre le sol (cas des opérations visant à augmenter la pluie ou à dissiper les nuages et les brouillards) ou d’augmenter fortement le nombre de grêlons qui se partagent l’eau disponible (cas des opérations de réduction de la grêle). On peut introduire ces poussières, ces noyaux ou ces matériaux réfrigérants grâce à la dispersion par avion, fusée, canons, etc.

### Contrôle des cyclones tropicaux

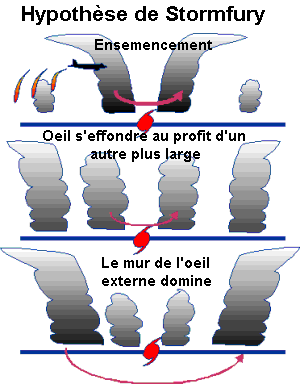
Hypothèse de Stormfury, haut en bas :
- Ensemencement des orages au pourtour de l'Œil
- Développement d'un mur d'œil externe aux dépens de celui interne
- L'Œil obtenu est plus large et les vents moins forts

Plusieurs projets ont été présentés pour amoindrir les effets des tempêtes tropicales. Certains, comme le projet Stormfury, une expérience pour affaiblir les cyclones tropicaux en ensemençant une portion du mur de l'œil avec de l'iodure d'argent lâché par avion furent réalisés. Ce projet, financé par le gouvernement américain s'est étendu de 1962 à 1983, faisant suite à un projet similaire en 1958 qui avait utilisé de la suie mais avait donné des résultats non concluants. Les résultats de Stormfury furent tout autant décevants mais permirent d'acquérir plus de connaissances sur les systèmes tropicaux.
Parmi les propositions, on compte celles de :
- Moshe Alamaro, du Massachusetts Institute of Technology (MIT), qui veut pointer des turboréacteurs, sur des barges, vers le ciel le long de la trajectoire d'un ouragan. Il espère ainsi mener à la formation de petites dépressions qui perturberaient le cyclone. Ses critiques doutent que l'énergie utilisée soit suffisante pour produire un effet quelconque[17] ;
- Alexandre Chorin, de l'université de Californie à Berkeley, qui propose de déverser une mince couche d'huile biodégradable sur la mer pour inhiber la formation de gouttelettes et ainsi couper la turbulence du système[18]. En 2002, les expériences de Kerry Emanuel[19] du MIT démontrèrent que les vents de force d'ouragan disperseraient la couche d'huile et rendraient l'expérience inutile[20]. D'autres chercheurs ont également mis en doute la théorie derrière l'expérience[21] ;
- Dyn-O-Mat, une compagnie de Floride qui a développé une poudre appelée Dyn-O-Gel pouvant absorber 1 500 fois son poids en eau, propose d'en lâcher dans les nuages d'un ouragan pour les éponger. Le produit est censé se décomposer en atteignant la surface de l'océan et être sans danger. La compagnie a testé le Dyn-O-Gel sur un orage mais le résultat n'est pas concluant[22] ;
- D'un brevet qui a été obtenu pour une technique afin de réduire la puissance d'un cyclone tropical en pompant de l'eau de mer à la base du mur de l'œil du système sous forme de gouttelettes dans l'espoir de ralentir le mouvement vertical et de l'affaiblir ainsi[23]. Théorie à démontrer et réalisation plutôt difficile quand on pense à la manière d'introduire une telle pompe au cœur d'un ouragan ou que pour couvrir toutes les trajectoires possibles il faudrait un nombre incommensurable de ces pompes. Ceci est sans compter les répercussions sur la vie marine qui se trouve dans les zones perturbées et l'énergie nécessaire à faire fonctionner toutes ces pompes[24].
- Selon la National Oceanic and Atmospheric Administration (NOAA), de nombreuses personnes proposent régulièrement l'idée de faire exploser une bombe nucléaire dans l'œil des cyclones[25]. La NOAA a répondu directement sur son site internet qu'au-delà des conséquences radiologiques, le cyclone ne serait que très peu affecté[25].

Toutes ces propositions tentent d'extrapoler un concept physique ou chimique applicable sur un système limité ou fermé sans vraiment tenir compte de la taille et de la puissance des cyclones tropicaux, même les plus faibles.

### Études de l'ionosphère
Différents projets américains visent l'étude de l'ionosphère et utilisent des instruments assez puissants. On a ainsi le projet HIPAS (HIgh Power Auroral Stimulation) qui utilise des transmetteurs à fréquences très basses et ultra-basses de 1 Mégawatt pour tenter de réchauffer l'ionosphère pour en étudier le comportement. Le projet scientifique, civil et militaire HAARP (High frequency active auroral research program), qui est fondé sur les découvertes scientifiques de Nikola Tesla, utilise la technologie IRI (ionospheric research instrument) permettant de modifier localement l'ionosphère via des ondes haute fréquence (HF) pour étudier les modifications sur les communications longues distances. Bien que ces projets ne visent pas la modification météorologique et que les énergies ne soient qu'infimes par rapport à ce qui serait nécessaire, plusieurs y voient une conspiration du gouvernement américain dans ce sens.

### Lustre de Tchijevski
Le « lustre de Tchijevski » (en anglais Chizhevsky chandelier) est une technique inventée par le scientifique russe Alexandre Tchijevski permettant d'ioniser l'air. Son utilisation dans le cadre de la modification du temps a été expérimentée le 23 octobre 2009 à Moscou par le Comité de Moscou de la science et des technologies. Le principe consiste à créer un puissant flux vertical d'oxygène ionisé (chargé négativement). L'interaction de ces ions avec l'humidité atmosphérique dégage de l'énergie, d'où une augmentation de la température, ce qui disperserait les nuages.

### Machine à faire pleuvoir de Juan Baigorri Velar
Juan Baigorri Velar prétendait avoir inventé une machine à faire pleuvoir dont le mécanisme est inconnu. Il effectua plusieurs démonstrations dont une à Buenos Aires où il paraît qu'il aurait réussi à faire pleuvoir le 2 janvier 1939 après avoir nargué le directeur de la météorologie argentine en lui offrant un parapluie. La machine à faire pleuvoir a par la suite disparue...

## Problématique
Le climatologiste Ross Hoffman a simulé des réchauffements ou refroidissements de parties bien précises de cyclones tropicaux grâce à des modèles numériques de prévision du temps. Le futurologue John Smart discute dans la même veine du potentiel de contrôle de la météo en utilisant des satellites pour réchauffer des endroits précis d'ouragans à l'aide d'émission micro-onde afin d'affecter leur trajectoire. Un réseau assez dense de ces satellites pourrait diriger assez d'énergie pour dévier un ouragan important d'une zone densément peuplée en changeant de quelques degrés la température dans la direction voulue. Le même principe pourrait s'appliquer pour les autres types de dépressions météorologiques importantes : tempête de neige, mousson, etc. En plus d'être un sujet de débats théoriques sur la faisabilité de la technique, c'est également un débat éthique car :
- Rien ne garantit que la trajectoire sera contrôlable à cause de la nature chaotique de l'atmosphère ;
- Le réchauffement pourrait peut-être causer des dommages à l'écosystème ou à l'humain ;
- Le choix entre une trajectoire ou une autre peut offrir des alternatives difficiles (ex. choisir entre frapper la Floride avec un ouragan de catégorie 5 ou la Caroline du Nord avec un ouragan diminué à la catégorie 3) ;
- L'équipement peut mal fonctionner ou tomber en panne en plein milieu de l'opération et ainsi complètement changer les prévisions ;
- L'utilisation peut être détournée vers des fins militaires.

## Législation
Le contrôle météorologique et la modification du temps pour des fins militaires sont expressément interdits par la Convention sur l'interdiction d'utiliser des techniques de modification de l'environnement à des fins militaires ou toutes autres fins hostiles (ENMOD) des Nations unies du 10 décembre 1976 et qui fut signée le 18 mai 1977 (résolution de l'Assemblée générale 31/72, TIAS 9614). Ce règlement est entré en vigueur le 5 octobre 1978 mais devait être ratifié par chacun des États membres. Ce fut fait le 13 décembre 1979 aux États-Unis par le président Jimmy Carter et par le Sénat le 17 janvier 1980. Deux projets de modifications de cette loi furent déposés en 2005 pour allouer certaines dérogations, établir un comité de recherche sur les opérations de modification du temps et établir une politique nationale sur le sujet. Ils ne furent cependant jamais adoptés,.
Certains pays ou régions ont des législations particulières pour diverses expériences ou applications de modification du temps pour les besoins agricoles. Par exemple, au Montana (États-Unis), une loi de 2005 restreint l'ensemencement des nuages à certains mois de l'année et nécessite un permis pour les utilisateurs. Certains gouvernements encouragent leur agriculteurs dans ce domaine, comme au Mexique où ils peuvent recevoir une subvention de 50 % sur les coûts associés à la lutte anti-grêle dans le cadre du programme "Alianza para el campo"
.

### Arme climatologique
La Convention ENMOD de l’ONU interdit l'usage militaire des techniques de modification du temps de manière prolongée et à large échelle de manière à causer des effets catastrophiques et destructifs sur l’ennemi. Cependant, rien dans le texte ne semble interdire un usage limité non répétitif. De plus, un accident environnemental, comme le relâchement de gaz toxiques par un bombardement, n'est pas considéré comme un usage de ces techniques selon la convention ENMOD.
Avant l'entrée en vigueur de cette convention, les États-Unis auraient fait de l’ensemencement des nuages au-dessus de la piste Hô Chi Minh lors de l'Opération Popeye pour la rendre plus difficile d'accès en augmentant la pluviosité. Il semble qu'entre 1967 et 1968, le Air Weather Service ait pu ainsi augmenter les quantités de pluie de 30 %. À une autre occasion, on aurait lâché du sel lors du siège de Khe Sanh afin de faire précipiter le brouillard pour améliorer les conditions météorologiques mais sans grand succès. Selon un rapport de la US Air Force de 1996, les États-Unis ne détiendraient pas de technologies de modification du temps mais leur développement donnerait un avantage important sur un champ de bataille.

## Traditions populaires
Dans l'imaginaire populaire, le contrôle de la météo relève des domaines de la spéculation, de la science-fiction et fantaisie et de croyances plus ou moins bien fondées.

### Croyances
Dans le passé, la survie de certains peuples amérindiens était étroitement tributaire des précipitations. La connaissance de l'alternance de la pluie et du beau temps était donc essentielle. La plupart de ces peuples ont donc développé des rituels, danses, cérémonies afin d'attirer de bonnes grâces des dieux sous forme de conditions météorologiques propices. Ces rituels semblent avoir donné lieu à des croyances, en l'occurrence, celle de l'influence des hommes sur les phénomènes météorologiques.
En occident, dans la mythologie grecque et romaine, les talismans et l'intervention de certains dieux étaient supposés modifier ou favoriser de bonnes conditions pour les récoltes,. Au Moyen Âge, sorciers et sorcières sont souvent soupçonnés de contrôler les éléments. Dans tous pays existent croyances et superstitions qui attribuent à des personnes ou des animaux des pouvoirs sur le temps (voir Tempestaires).

### Fiction
Les séries télévisées de science fiction exploitent volontiers ce concept du contrôle de la météorologie.
Dans Star Trek, la planète Risa est une planète de villégiature grâce au contrôle serré des conditions météorologiques, la terraformation, également reprise dans des documentaires scientifiques.
Les adeptes des thèses conspirationistes suggèrent que les gouvernements feraient déjà des recherches dans ce domaine, en liaison avec le développement d'armes climatologiques. Ils discutent de programmes (comme HAARP) de recherche sur l'ionosphère qui auraient en réalité pour but de modifier le climat, de constructions comme l'Arche de Saint-Louis (Missouri) qui contrôlerait les orages et du lâcher de produits chimiques (théorie des chemtrails). Ces spéculations démontrent la peur instinctive d'un tel détournement dans la population.
La spéculation récente émise dans le thriller politique Verglas fait partie de ce courant. L'auteur, le journaliste Normand Lester y décrit des savants américains qui font des expériences sur des armes climatologiques depuis une trentaine d'années. Lester affirme que son roman a un fondement scientifique, citant les expériences HAARP et le fait que la défense nationale des États-Unis possèderait une ferme à Sainte-Hedwidge, près de Roberval au Québec, destinée à recevoir des émissions basses fréquences en provenance de la base militaire Siple Station. Il insinue qu’ils y mèneraient également des expériences conjointes avec l'université Stanford et la Defense Advanced Research Projects Agency pour le développement des armes nouvelles,.
Dans le roman de Lester, ce sont des expériences reliées au développement de ces armes qui auraient provoqué  le déluge de Montréal en 1987, le déluge du Saguenay en 1996 et la crise du verglas en 1998. Il s'agit bien sûr d'une œuvre de fiction et les événements cités sont totalement explicables par la météorologie. En fait, l'énergie nécessaire au développement des phénomènes météorologiques provenant du Soleil est tellement énorme que toute modification de leur trajectoire implique de contrôler l'insolation sur de vastes territoires,. Ceci est techniquement impossible en utilisant des moyens ponctuels comme bombarder l'ionosphère.

#### Généraux
- « Géoingénierie : il y a de l'orage dans l'air », La Science, CQFD, France Culture, 16 mai 2024.
- (en) Weather Modification Association, « Planned and Inadvertent Weather Modification », Articles de conférence, American Meteorological Society (consulté le 4 juin 2008)
- (en) North American Interstate Weather Modification Council

#### Brevets
Originaux
- Process for weather control, H. M. Brandau, (en) Brevet U.S. 2756097
- Weather control by artifical means, Heinz W. Kasemir, (en) Brevet U.S. 3284005
- Cloud formation and subsequent moisture precipitation, (en) Brevet U.S. 3409220
- System and method for irradiation of planet surface areas, Aurthur G. Buckingham, (en) Brevet U.S. 3564253
- Weather modification method, Knollenberg, (en) Brevet U.S. 3613992
- Combustible compositions for generating aerosols, particularly suitable for cloud modification and weather control and aerosolization process, Consiglio Nazionale delle Richerche, (en) Brevet U.S. 3630950
- Method and apparatus for altering a region in the earth's atmosphere, ionosphere, and/or magnetosphere, J. Eastlund, (en) Brevet U.S. 4686605
- Method and composition for precipitation of atmospheric water, Slavko Mentus, (en) Brevet U.S. 5360162
- Use of artificial satellites in earth orbits adaptively to modify the effect that solar radiation would otherwise have on earth's weather, Franklin Y. K. Chen, (en) Brevet U.S. 5762298
- Weather modification by artificial satellites, Franklin Y. K. Chen, (en) Brevet U.S. 5984239

Renouvelés
- Combustible compositions for generating aerosols, particularly suitable for cloud modification and weather control and aerosolization process, Consiglio Nazionale delle Richerche, (en) Brevet U.S. RE29142

### Bases de données et dictionnaires
- Ressource relative à la littérature :   - The Encyclopedia of Science Fiction
- Notice dans un dictionnaire ou une encyclopédie généraliste :   - Britannica
- Notices d'autorité :   - LCCN
  - GND
  - Israël